# Yandere Simulator
Yandere Simulator is een stealth-actievideospel in ontwikkeling van de Amerikaanse indiegame-ontwikkelaar Alex Mahan, online beter bekend als YandereDev. Het spel draait om een obsessief verliefd schoolmeisje genaamd Ayano Aishi, ook "Yandere-chan" geheten, die de taak op zich heeft genomen om iedereen te elimineren van wie zij denkt dat deze de aandacht van haar senpai trekt.

## Plot en gameplay
De speler bestuurt Ayano Aishi (bijgenaamd als "Yandere-chan"), een apathische Japanse middelbare scholiere die verliefd is geworden op Taro Yamada, een medestudent die vaak "Senpai" wordt genoemd. In de loop van tien weken wordt elke week een ander meisje verliefd op Taro en wordt een doelwit dat Ayano moet elimineren. De speler heeft de mogelijkheid om rivalen te ontvoeren, martelen, vergiftigen, elektrocuteren, matchmaken, vriendschap sluiten, verraden en verdrinken, vriendschap sluiten met andere schoolmeisjes, kleine minigames spelen, toegang krijgen tot een straat waar de speler geld kan verdienen door een maid café minigame te spelen, geld kan uitgeven geld in winkels om verschillende soorten artikelen te kopen, en meer.

### 1980s modus
De jaren 80-modus draait om Ryoba Aishi (Ayano's moeder), een tienermeisje dat geobsedeerd is geraakt door een populaire mannelijke student genaamd Jokichi. Tien rivalen staan haar in de weg en een journalist houdt elke beweging van haar in de gaten, zich bewust van haar moordzuchtige neigingen. Om detectie te voorkomen moet Ryoba haar bewegingen zorgvuldig plannen. Als ze zich verdacht gedraagt of de moorden niet goed opruimt, krijgt ze een 'schuldig' punt. Ze kan deze tegengaan door vriendschap te sluiten met medestudenten en een goede reputatie te behouden. Ryoba wordt uiteindelijk voor de rechter gebracht nadat ze haar rivalen heeft uitgeschakeld; als ze meer schuldige punten heeft verzameld dan onschuldige punten, wordt ze schuldig bevonden en gevangengezet. Als ze onschuldig wordt bevonden, zal ze Jokichi ontvoeren en hem in haar kelder houden totdat hij ermee instemt een relatie met haar aan te gaan.

## Ontwikkeling
Yandere Simulator wordt ontwikkeld door YandereDev, een freelance game-ontwikkelaar geïdentificeerd als Alex Mahan en gevestigd in Temecula, Californië. Hij pitchte het idee voor het eerst op 4chan in 2014 en besloot na positieve feedback te beginnen met de ontwikkeling. Mahan heeft verklaard dat de serie Mirai Nikki en School Days de inspiratie waren voor het spel. Om fulltime aan het spel te kunnen werken, opende Mahan in 2016 een Patreon-account; hij heeft verklaard dat hij daarvoor als freelance programmeur werkte.
Op 1 maart 2017 kondigde YandereDev een samenwerking aan met tinyBuild die hem zou helpen de game te verbeteren, promoten en publiceren. Op 10 juni 2018 maakte YandereDev bekend dat de samenwerking met het bedrijf in december 2017 werd beëindigd.

### Demo
In 2020 werd de eerste demo van de game uitgebracht, samen met Ayano's eerste rivaal, Osana Najimi.

### 1980s modus
In oktober 2021 werd een prequel-modus uitgebracht met de naam "80s-modus". Deze modus is een verhaalmodus die de moeder van Ayano Aishi, Ryoba Aishi, volgt en dezelfde verhaallijn volgt als het hoofdverhaal. De ontwikkelaar heeft verklaard dat deze modus is gemaakt om de verschillende systemen van de game te testen. De jaren 80-modus bevat VHS-effecten en een nieuwe soundtrack om het te onderscheiden van het hoofdverhaal.

## Kritische reacties

### Inhoud en thema's
De game heeft kritiek gekregen op de inhoud en thema's, waarbij de meest voorkomende kritiek zich concentreert op de aanwezigheid van seksualiteit en moord. In zijn proefschrift uit 2022 merkte Kristian A. Bjørkelo op dat sommigen die het spel hoorden of speelden het grensoverschrijdend vonden vanwege de thema's seksualiteit en moord, terwijl anderen meer uitzondering maakten op een update die spelers toestond katten te doden om detectie door de politie te ontwijken. Hij merkte verder op dat Yandere Simulator een voorbeeld was van een spel dat in strijd was met "het idee dat spelen ongevaarlijk plezier is, iets dat geschikt is voor kinderen, een idee dat kan worden aangeduid als de idealisering van spelen... of de misvatting van spelen".
Cecilia D'Anastasio, die voor Kotaku schreef, behandelde de debug-versie in een artikel uit 2017; ze merkte op dat het spel kritiek had gekregen vanwege "het verheerlijken van zelfmoord, pesten en een Bipolaire Stoornis - beschuldigingen waar ik het volledig mee eens ben, ondanks de verdiensten van het spel als simulator voor sociopathie." D'Anastasio interviewde vervolgens YandereDev in hetzelfde artikel, die verklaarde dat het spel "draait om het archetype van een geobsedeerde, gewelddadige stalker, in plaats van om vrouwelijke stereotypen."

### Verbannen van Twitch
In 2016 werd Yandere Simulator toegevoegd aan de lijst met verboden games van de streamingdienst Twitch. Mahan was een uitgesproken criticus van het verbod en stelde dat Twitch nooit heeft uitgelegd wat de aanleiding was voor de toevoeging ervan aan de lijst en dat hij bereid zou zijn geweest om "kleine, onschadelijke dingen aanpassen die nooit de focus van het spel hadden moeten zijn, maar ik zou niet bereid zijn om gameplay-mechanismen te verwijderen, kernfuncties te verwijderen of de focus van het spel te veranderen." Hij bekritiseerde het verbod verder als gevolg van "zelfingenomen ideologieën".

### Voortgang
Fans hebben hun zorgen geuit over hoe lang de ontwikkeling van de game heeft geduurd.
Mahan reageerde aanvankelijk op deze zorgen met een aankondiging in maart 2017 dat hij zou samenwerken met TinyBuild; dit partnerschap eindigde in december van hetzelfde jaar.

### Beschuldigingen van grooming tegen YandereDev
In september 2023, na de beschuldigingen dat YandereDev een minderjarige groomde nadat bewijsmateriaal aan het licht was gekomen, verlieten verschillende ontwikkelaars en stemacteurs van het spel, waaronder Ayano's stemactrice Michaela Laws, het project. Mahan bevestigde later dat er ‘ongepaste’ gesprekken hadden plaatsgevonden, maar ontkende dat hij opzettelijk had geprobeerd de minderjarige te groomen. Hierna lag de ontwikkeling van het spel gedeeltelijk stil.

## Personages

### Ayano Aishi (Yandere-chan)
Ayano Aishi is de hoofdpersoon van Yandere Simulator. Ze krijgt de bijnaam "Yandere-chan" van de ontwikkelaar en speelgemeenschap van de game, en "Yan-chan" van haar vrienden. Het grootste deel van haar leven was Ayano totaal niet in staat gevoelens te voelen. Ze heeft geleerd zich voor te doen als een normaal persoon om net als anderen te zijn, maar ze is niet in staat empathie te voelen voor andere mensen. Op de eerste dag van haar tweede jaar op de middelbare school kwam Ayano fysiek in contact met "Senpai". Ze begon plotseling krachtige sensaties te ervaren die ze nog nooit eerder had gevoeld: emoties. Als ze dichter bij hem komt, voelt ze zich overweldigd door emoties - en als ze ver van hem verwijderd is, voelt ze alleen maar leegte. In zeer korte tijd werd ze al snel absoluut afhankelijk van hem en ging ze op hem vertrouwen om zich levend te voelen. Toen, kort nadat hij in zijn leven was gekomen, realiseerde Ayano zich dat een ander jong meisje diepe gevoelens voor Senpai had: Osana Najimi, Taro's jeugdvriendin. Zonder een moment te aarzelen wist Ayano precies wat hij moest doen. Dit meisje – zijn rivaal – moest zo snel mogelijk worden geëlimineerd, met alle mogelijke middelen, ongeacht de kosten.

### Taro Yamada (Senpai)
Het Japanse woord "senpai" verwijst naar iemand die anciënniteit heeft boven iemand anders. Voor een eersteklasser zijn bijvoorbeeld alle tweedeklassers en derdeklassers een "senpai". Als iemand op een nieuwe plek gaat werken, is elke collega die eerder in dienst is geweest een "senpai". In Yandere Simulator wordt de titel "Senpai" gegeven aan de jongeman op wie Ayano smoorverliefd is. De speler heeft aan het begin van het spel de mogelijkheid om het geslacht van Senpai te kiezen: "Senpai-kun" (jongen) of "Senpai-chan" (meisje). Als Senpai een jongen is, is zijn naam Taro Yamada; en als het een meisje is, heet ze Taeko Yamada.
Gedurende het schooljaar zullen tien verschillende meisjes verliefd worden op Taro (ongeacht zijn geslacht: Aiichiro Asumi heeft de biseksualiteit van alle personages bevestigd, of in ieder geval van Taro en de rivalen, die geen mannelijke rivalen zullen worden). Er bestaat een mythe op de middelbare school dat als een meisje op vrijdagavond onder de kersenboom achter de school haar gevoelens bekent aan een jongen, ze voor altijd van elkaar zullen houden. Elk meisje dat verliefd wordt op Senpai is van plan vrijdag om 18.00 uur te bekennen. Als Ayano Aishi Taro helemaal voor zichzelf wil houden, heeft ze slechts tot vrijdag 18.00 uur de tijd om de concurrentie uit te schakelen.

### Info-chan
"Info-chan" is de bijnaam die wordt gegeven aan een onbekende persoon die gespecialiseerd is in het verzamelen en verkopen van duistere geheimen. Niemand kent zijn echte naam. Niemand weet hoe zijn gezicht eruitziet. Niemand weet hoe ze haar informatie verzamelt. Niemand weet hoe ze in zo’n korte tijd zoveel macht en invloed heeft verworven. Sommige mensen geloven niet eens dat het echt bestaat.
Ayano Aishi communiceert met haar via de telefoon en kan haar om items of informatie vragen voor een bepaald aantal foto's van slipjes van studenten, die ze vervolgens doorverkoopt en die als betaalmiddel fungeren. Diensten kunnen ook worden verkregen door informatie over studenten te verzamelen.

### De 10 rivalen
Op dit moment zijn er 2 rivalen die je kan saboteren in het spel, Osana Najimi en Amai Odayaka. Er zijn dus geen portret foto's van de andere 8, omdat die nog niet in het spel zitten.
- Osana Najimi: Eerste rivaal van het spel. Ze is een tsundere . Ondanks hun nabijheid is Osana nogal gemeen en hard tegen Senpai: ze is altijd snel prikkelbaar en geeft snel toe aan woede als hij bij haar in de buurt is. Raibaru Fumetsu is haar beste vriendin en is zeer bedreven in vechtsporten (ze was 1 jaar vóór de gebeurtenissen van het spel de leider van de vechtsportclub). Ze fungeert als lijfwacht voor Osana, wat haar eliminatie moeilijker maakt en de speler dwingt slinkse methoden te vinden om haar te bereiken, in plaats van haar rechtstreeks aan te vallen.

- Amai Odayaka: Tweede rivaal van het spel. Ze is ziek tijdens de eerste week van het spel, wat haar afwezigheid verklaart. Zij is de voorzitter van de kookclub. Ze is vriendelijk en zachtaardig. “Niets doet haar meer plezier dan iemand te zien genieten van het eten dat ze heeft bereid.” Samen met haar gezin runt ze een banketbakkerij. YandereDev vertelt dat de personage van Amai nog niet volledig klaar is.

- Kizana Sunobu: Derde rivaal van het spel, ze is wat we een Himedere noemen: ze gedraagt zich als een arrogante en egocentrische prinses, maar verbergt een zachte kant, zeker gereserveerd voor Senpai. Afwezig tijdens de eerste twee speelweken omdat ze herstellende is van een breuk, is ze voorzitter van de Theaterclub. "Haar kortetermijndoel is om het populairste meisje op school te zijn, en haar langetermijndoel is om de beroemdste actrice te worden die ooit heeft geleefd."

- Oka Ruto: Vierde rivaal in het spel. De reden voor haar afwezigheid is onbekend. Zij is de voorzitter van de occulte club. Ze is vreemd, donker en verlegen. Ze is ervan overtuigd dat geesten, demonen en magie bestaan.

- Asu Rito: Vijfde rivaal in de wedstrijd. Afwezig gedurende de eerste vier weken omdat ze aan het trainen is voor de Olympische Spelen. Voorzitter van de sportclub. Ze is vrolijk en energiek. Ze is de beste student-atleet in de omgeving, en dankzij haar energieke en competitieve karakter maakt ze gemakkelijk vrienden.

- Muja Kina: Zesde rivaal van het spel. Vervangt de gebruikelijke verpleegster, die die week afwezig zal zijn. Ze is onhandig. "Jonge verpleegster die niets liever wil dan voor andere mensen zorgen... hoewel ze meestal voor problemen zorgt vanwege haar onnozele karakter."

- Mida Rana: zevende rivaal in het spel. Ze is een vervangende lerares op de Akademi High School. Ze is sensueel en verleidelijk. "Er is niets waar ze meer van houdt dan tientallen ogen die allemaal op haar gericht zijn... vooral als die ogen van tieners zijn..."

- Osoro Shidesu: Achtste rivaal in de wedstrijd. De eerste zeven weken afwezig omdat ze werd ontslagen. Leider van de criminele bende. Ze is stoer en intimiderend. Er is heel weinig bekend over haar verleden of haar doelen. Ze staat bekend als gewelddadig, en de meeste mensen blijven uit angst weg van haar.

- Hanako Yamada: Negende rivaal van het spel. Afwezig tijdens de eerste acht weken van het spel, omdat ze er niet tegen kan om op een andere school te zitten dan die van haar grote broer. Ze is "meisjesachtig" en kinderachtig. In tegenstelling tot de andere rivalen is ze niet verliefd op Senpai, maar probeert ze hem ervan te weerhouden met iemand uit te gaan, zodat hij bij haar kan blijven. Ze is erg bezitterig over hem en raakt boos als hij geen tijd met haar doorbrengt.

- Megami Saikou: Tiende en laatste rivaal van het spel. Ze is de eerste 9 weken van het spel afwezig vanwege "familiezaken". Voorzitter van de studentenraad en erfgename van Saikou Corp. Ze is een ‘onaantastbare godin’. In tegenstelling tot de negen andere rivalen is Megami zich er terdege van bewust dat Yandere-chan gevaarlijk is binnen de school. Haar vader verbood haar daarom om naar de middelbare school te gaan vanwege de hoofdpersoon. Ze wordt beschermd door de leden van de studentenraad. Haar broer is jaloers op haar omdat hij veel minder getalenteerd en intelligent is. "Ongelooflijk rijk, gecertificeerd genie, heeft een uitgebreide zelfverdedigingstraining gevolgd, heeft uitgeblonken in alles wat ze heeft geprobeerd te doen en is getraind om alle kwaliteiten van een perfecte leider te bezitten. Het mooiste meisje van de hele school, geen ander komt in de buurt van haar, maar ze is ook het populairste meisje van de school.